# ليلى الغفارية
ليلى الغفارية  صحابية كانت تخرج مع نبي الإسلام محمد في غزواته تداوي الجرحى، وتقوم على المرضى. كانت من مؤيدي علي بن أبي طالب في يوم الجمل.